# Habenaria longifolia
Habenaria longifolia là một loài thực vật có hoa trong họ Lan. Loài này được Buch.-Ham. ex Lindl. mô tả khoa học đầu tiên năm 1835.